# Levande Verkstad
Levande Verkstad grundades i Stockholm 1967 av den amerikanska konstnären och pedagogen Adelyne Cross-Eriksson. Det är en pedagogik som bygger på en metod, en idé, en målsättning och ett förhållningssätt som hon arbetade fram och utvecklade genom åren.  Levande Verkstad har sina rötter i Bauhausrörelsen (som växte fram i Tyskland under 1920-talet). I USA uppstod på trettiotalet New Bauhaus i Chicago där Adelyne Cross-Eriksson fick sin utbildning. Levande Verkstads verksamhet startade på 60-talet med kortare kurser inom kursverksamheten vid Stockholms universitet och inom Svenska Slöjdföreningen.
De idéer som Levande Verkstad hämtat från Bauhaus med sin metod för att frigöra den skapande förmågan formulerades så här:
- Att stimulera elevernas självförtroende
- Att få dem att undvika konventionella tankemönster
- Att bereda väg för egna erfarenheter

Detta är något som fortfarande gäller för de kurser som bedrivs av utbildade Levande Verkstadspedagoger.
1968 startades Levande Verkstads metodkurs i Stockholm, där de första Levande Verkstadspedagogerna utbildades. Utbildningen var under de första åren ettårig men utökades sedan till att omfatta två år. Mellan 1992 och 2007 var den belägen på Långbro folkhögskola. Mellan januari 2008-2018 fanns utbildningen på Södra Stockholms folkhögskola i Skärholmen i moderna lokaler i Skärholmens centrum. Mellan 2018-2024 låg folkhögskolan och utbildningen i Slagsta i Botkyrka, men från 2025 finns utbildningen som en del av Skarpnäcks Folkhögskola. Här utbildas LV-pedagoger med olika erfarenheter från konstnärliga, pedagogiska och sociala yrken.

## Citat
| ”                                                       | Var och en har ett särskilt sätt att uttrycka sig på. När man arbetar skapande utvecklas man och blir skicklig, får självförtroende och uttrycker mer av sig själv. – En dag ska alla människor delta i många sorters skapande verksamhet. Man kommer att förstå, att det inte är ett privilegium för de få, utan nödvändigt för alla. | „ |
| – Adelyne Cross-Eriksson, flygblad i San Francisco 1947 | |   |

| ”                                        | Med sin demokratiska framtoning har Levande Verkstad ett drag av amatörism och lättillgänglighet, som skiljer den från andra skolor. Det är en paradox, för Levande Verkstad bygger på ett djupt tankeinnehåll. | „ |
| – Olle Hallström, Människor är skapande! | |   |